# Cantó d'Una-Sana
El cantó d'Una-Sana és un dels 10 cantons de Bòsnia i Hercegovina. És situat al nord-oest del país i rep aquest nom pels rius Una i Sana. La capital del cantó és Bihać.
Donada la proximitat amb Croàcia i la situació particular del país, és travessada per diverses línies de trànsit entre Zagreb i el mar Adriàtic, així com la línia de ferrocarril Bosanski Novi — Bihać — Knin. L'aeroport de Željava es troba vora Bihać vora la frontera croata. Limita al sud amb el Cantó 10, al nord i est amb Croàcia i a l'oest amb la República Sèrbia.

## Població
El cantó té una població de 305,000 habitants (2001 est.), majoritàriament bosnians ètnices. Hi ha també alguns serbis que en la seva majoria viuen al municipi de Bosanski Petrovac. El 2003, la població del cantó d'Una Sana Canton era de 304.181 persones, inclosos 286.989 bosnians (94,3%), 10.343 serbis (3,4%), 5.596 croats (1,8%), i 1.253 persones d'altres ètnies (0,4%).

## Municipalitats
Es divideix en els municipis de:
| Escut | Municipi          | Població | Area (km²) |
| ----- | ----------------- | -------- | ---------- |
|       | Bihać             | 56,261   | 900        |
|       | Bosanska Krupa    | 25,545   | 561        |
|       | Bosanski Petrovac | 7,328    | 709        |
|       | Bužim             | 19,340   | 129        |
|       | Cazin             | 66,149   | 356        |
|       | Ključ             | 16,784   | 358        |
|       | Sanski Most       | 41,475   | 781        |
|       | Velika Kladuša    | 40,419   | 331        |